# Reiner Janke
Reiner Janke (* 1959 in Witzenhausen bei Göttingen) ist ein deutscher Orgelbauer und Intonateur.
Nach seiner Lehre im väterlichen Betrieb von Rudolf Janke und dem Gesellenjahr bei Werner Bosch Orgelbau war er hauptberuflich seit 1988 als Chefintonateur bei der Orgelbaufirma Hartwig Späth in Freiburg im Breisgau tätig.
Er ist Gründungsmitglied des Fördervereins Orgelforschung und führte 1997 in Zusammenarbeit mit den Physikern Judit Angster und András Miklós vom Fraunhofer-Institut für Bauphysik an der Fachhochschule Emden umfassende Studien zum Strömungsverhalten an klingenden Orgelpfeifen durch.
Janke ist seit 1994 Dozent an der Musikhochschule Freiburg und seit 2002 Referent für Orgelintonation im Rahmen der Sachverständigenausbildung der Vereinigung der Orgelsachverständigen Deutschlands (VOD).